# Bahawalpur (Division)

Division Bahawalpur

Die Division Bahawalpur ist eine Division in der Provinz Punjab in Pakistan. Der Verwaltungssitz befindet sich in der Stadt Bahawalpur. Bei der Volkszählung von 2017 hatte sie eine Einwohnerzahl von 11.464.031 auf einer Fläche von 45.588 km².

## Distrikte
Die Division Bahawalpur gliedert sich in drei Distrikte:
| Distrikt      | Hauptstadt    | Größe (km²) | Bevölkerung (2017) | Dichte (Einw./km²) |
| ------------- | ------------- | ----------- | ------------------ | ------------------ |
| Bahawalnagar  | Bahawalnagar  | 8.878       | 2.981.919          | 335                |
| Bahawalpur    | Bahawalpur    | 24.830      | 3.668.106          | 147                |
| Rahimyar Khan | Rahimyar Khan | 11.880      | 4.814.006          | 405                |